# Doyenné du Bessin
Le doyenné du Bessin est une circonscription du diocèse de Bayeux et Lisieux qui en comporte cinq. Il a été créé le 1er septembre 2024 par Jacques Habert, évêque de Bayeux et Lisieux.

## Histoire
Depuis la seconde moitié du XXe siècle et jusqu'à la fin de l'année 2014, il existait dans le diocèse un doyenné du pays du Bessin qui regroupait six paroisses s'étendant sur cent quinze communes.
Entre 2015 et 2024, le diocèse fut organisé en dix pôles missionnaires à l'initiative de Jean-Claude Boullanger.
Son successeur, Jacques Habert, après deux années de réflexions et de consultations menées dans l'ensemble du diocèse, a refondé son organisation et créé cinq doyennés dont dépendent les quinze nouvelles paroisses instituées par ordonnance du 31 mai 2024. Le texte fixe en post-liminaire au 1er septembre 2024 la mise en application de ces nouvelles dispositions avec possibilité de révision « au bout de deux ans après un temps ad experimentum ».
Dans une démarche synodale, les catholiques des quinze paroisses ont été invités à présenter à l'évêque des propositions de nouveaux noms comportant un nom de saint associé à une indication géographique représentative du territoire élargi de la division ecclésiastique. 
L'évêque a fait savoir le 10 juin 2024 qu'il nommait doyen du Bessin le frère Cyrille Deverre, chanoine prémontré de l'Abbaye de Mondaye, en résidence à Juaye-Mondaye. Le frère Cyrille a dans le même temps été nommé curé de la paroisse Saint-Pierre en Bessin.

## Limites
Ce doyenné correspond grosso modo au bassin de vie de Bayeux, tel qu'il est reconnu dans le diocèse.

## Paroisses
Le doyenné comprend trois paroisses.

### La paroisse Notre-Dame en Bessin
Elle regroupe les communautés locales catholiques des communes d’Agy, Arromanches-les-Bains, Asnelles, Aure sur Mer, Barbeville, Bayeux, Commes, Cottun, Cussy, Esquay-sur-Seulles, Étréham, Guéron, Le Manoir, Longues-sur-Mer, Magny-en-Bessin, Maisons, Manvieux, Meuvaines, Monceaux-en-Bessin, Noron-la-Poterie, Port-en-Bessin-Huppain, Ranchy, Ryes, Saint-Côme-de-Fresné, Saint-Loup-Hors, Saint-Martin-des-Entrées, Saint-Vigor-le-Grand, Sommervieu, Subles, Sully, Tour-en-Bessin, Tracy-sur-Mer, Vaucelles, Vaux-sur-Aure, Vaux-sur-Seulles, Vienne-en-Bessin.

### La paroisse Saint-Martin en Bessin
Elle regroupe les communautés locales catholiques des communes d’Arganchy, Audrieu, Bucéels, Cahagnolles, Carcagny, Castillon, Chouain, Condé-sur-Seulles, Cristot, Ducy-Sainte-Marguerite, Ellon, Fontenay-le-Pesnel, Hottot-les-Bagues, Juaye-Mondaye, Juvigny-sur-Seulles, Lingèvres, Loucelles, Nonant, Saint-Paul-du-Vernay, Saint-Vaastsur-Seulles, Tilly-sur-Seulles, Trungy.

### La paroisse Saint-Pierre en Bessin
Elle regroupe les communautés locales catholiques des communes d'Asnières-en-Bessin, Balleroy-sur-Drôme, Bernesq, Blay, Bricqueville, Campigny, Canchy, Cardonville, Cartigny-l’Épinay, Colleville-sur-Mer, Colombières, Cricqueville-en-Bessin, Crouay, Deux-Jumeaux, Englesqueville-la-Percée, Formigny La Bataille, Géfosse-Fontenay, Grandcamp-Maisy, Isigny-sur-Mer, La Bazoque, La Cambe, La Folie, Le Breuil-en-Bessin, Le Molay-Littry, Le Tronquay, Lison, Litteau, Longueville, Mandeville-en-Bessin, Monfréville, Montfiquet, Mosles, Osmanville, Planquery, Rubercy, Saint-Germain-du-Pert, Saint-Laurent-sur-Mer, Saint-Marcouf, Saint-Martin-de-Blagny, Saint-Pierre-du-Mont, Sainte-Marguerite-d’Elle, Saon, Saonnet, Surrain, Tournières, Trévières, Vierville-sur-Mer;